# José Rodrigo da Câmara
D. José Rodrigo da Câmara (5 de maio de 1665 - 7 de março de 1724), vindo a exercer o cargo de 11.º capitão do donatário da ilha de São Miguel (sendo o nono da família a exercer o cargo), foi segundo conde da Ribeira Grande e gentil-homem da câmara do infante D. Francisco, irmão do rei D. João V.
Foi também senhor da cidade de Ponta Delgada, e das vilas da Ribeira Grande, Vila Franca, Nordeste, Água de Pau e de outros muitos lugares da referida ilha açoriana; ouvidor geral, 6.º alcaide-mor do castelo de São Brás, comendador das comendas da Lezíria de Porto de Muja e das Ervagens na ilha de S. Miguel, na Ordem de Cristo, governador da Torre de São Vicente de Belém, deputado da Junta dos Três Estados, presidente do Senado da Câmara de Lisboa.
Apesar de nascido nos Açores, foi educado em Lisboa. Tendo-lhe falecido o pai aos 8 anos de idade, ficou o governo da capitania entregue a ouvidores que respondiam perante sua mãe e tutora. 
Este capitão pouco tempo passou na sua capitania. Terá estado em São Miguel de 1691 a 1693 e depois por volta de 1701. A única iniciativa conhecida foi a montagem de uma fábrica têxtil na Ribeira Grande (de lanifícios), que terá fundado em conjunto com o seu filho primogénito, que então residia em Paris, onde contratou pessoal especializado (um contramestre e 52 operários franceses) para ali trabalharem. Faleceu em Lisboa no ano de 1724, um ano depois da morte desse seu filho.

## Dados genealógicos
Membro da família Gonçalves da Câmara, era filho de Manuel Luís Baltazar da Câmara, primeiro conde da Ribeira Grande.
Aos 19 anos casou em Paris, a 16 de maio de 1684, por procuração, com a princesa Constância Emília de Rohan, filha de François de Rohan, chefe da Casa de de Rohan, príncipe de Soubise, duque de Fontenay e conde de Rochefort, e de sua segunda mulher, a princesa Anne de Rohan-Chabot. Tendo como padrinhos os reis de França.
Tiveram o seguinte filho:
- Luís Manuel da Câmara.